# Pływanie na Letnich Igrzyskach Olimpijskich 1988 – 400 m stylem dowolnym kobiet
400 m stylem dowolnym kobiet – jedna z konkurencji pływackich, które odbyły się podczas XXIV Igrzysk Olimpijskich w Seulu. Eliminacje i finały miały miejsce 22 września 1988 roku.
Mistrzynią olimpijską została Amerykanka Janet Evans, dla której był to drugi złoty medal na tych igrzyskach. Evans czasem 4:03,85 pobiła rekord świata. Pozostałe miejsca na podium zajęły reprezentantki NRD. Srebrny medal zdobyła Heike Friedrich, ustanawiając nowy rekord Europy (4:05,94), a brąz wywalczyła Anke Möhring (4:06,62).
Rekord świata Evans przetrwał prawie 18 lat i został poprawiony dopiero w 2006 roku przez Francuzkę Laure Manaudou, która dwa lata wcześniej została mistrzynią olimpijską w tej konkurencji.

## Rekordy
Przed zawodami rekord świata i rekord olimpijski wyglądały następująco:
| Rekord            | Zawodniczka   | Czas    | Miejsce     | Data            |
| ----------------- | ------------- | ------- | ----------- | --------------- |
| Rekord świata     | Janet Evans   | 4:05,45 | Orlando     | 20 grudnia 1987 |
| Rekord olimpijski | Tiffany Cohen | 4:07,10 | Los Angeles | 31 lipca 1984   |

W trakcie zawodów ustanowiono następujące rekordy:
| Data        | Etap konkurencji | Zawodniczka | Czas    | Rekord |
| ----------- | ---------------- | ----------- | ------- | ------ |
| 22 września | finał A          | Janet Evans | 4:03,85 | ,      |

## Wyniki

### Eliminacje
Najszybsze osiem zawodniczek zakwalifikowało się do finału A (Q), a kolejne osiem do finału B (q).
| Miejsce | Wyścig | Zawodniczka            | Państwo           | Czas    | Uwagi |
| ------- | ------ | ---------------------- | ----------------- | ------- | ----- |
| 1.      | 4      | Janet Evans            | Stany Zjednoczone | 4:10,21 | Q     |
| 2.      | 2      | Anke Möhring           | NRD               | 4:10,64 | Q     |
| 3.      | 4      | Tami Bruce             | Stany Zjednoczone | 4:10,73 | Q     |
| 4.      | 2      | Janelle Elford         | Australia         | 4:11,07 | Q     |
| 5.      | 3      | Heike Friedrich        | NRD               | 4:11,30 | Q     |
| 6.      | 4      | Isabelle Arnould       | Belgia            | 4:11,71 | Q     |
| 7.      | 4      | Stephanie Ortwig       | RFN               | 4:12,18 | Q     |
| 8.      | 2      | Natalja Trefilowa      | ZSRR              | 4:12,20 | Q     |
| 9.      | 3      | Noemi Lung             | Rumunia           | 4:12,42 | q     |
| 10.     | 3      | Sheridan Burge-Lopez   | Australia         | 4:12,77 | q     |
| 11.     | 2      | Antoaneta Strumenliewa | Bułgaria          | 4:13,25 | q     |
| 12.     | 3      | Manuela Melchiorri     | Włochy            | 4:15,40 | q     |
| 13.     | 1      | Chikako Nakamori       | Japonia           | 4:15,51 | q     |
| 14.     | 3      | Cécile Prunier         | Francja           | 4:15,63 | q     |
| 15.     | 4      | Stela Pura             | Rumunia           | 4:15,78 | q     |
| 16.     | 4      | Patricia Noall         | Kanada            | 4:15,90 | q     |
| 17.     | 3      | Irene Dalby            | Norwegia          | 4:16,22 |       |
| 18.     | 4      | Ruth Gilfillan         | Wielka Brytania   | 4:16,66 |       |
| 19.     | 2      | Tomomi Hosoda          | Japonia           | 4:17,30 |       |
| 20.     | 3      | Eva Mortensen          | Dania             | 4:18,06 |       |
| 21.     | 3      | Yan Ming               | Chiny             | 4:18,58 |       |
| 22.     | 4      | Alexandra Russ         | RFN               | 4:18,67 |       |
| 23.     | 1      | Nurul Huda Abdullah    | Malezja           | 4:19,33 |       |
| 24.     | 1      | Patrícia Amorim        | Brazylia          | 4:19,64 |       |
| 25.     | 2      | Christelle Janssens    | Belgia            | 4:19,95 |       |
| 26.     | 1      | Pernille Jensen        | Dania             | 4:20,96 |       |
| 27.     | 2      | June Croft             | Wielka Brytania   | 4:21,98 |       |
| 28.     | 1      | Rita Jean Garay        | Portoryko         | 4:24,84 |       |
| 29.     | 2      | Judit Csabai           | Węgry             | 4:25,52 |       |
| 30.     | 1      | Senda Gharbi           | Tunezja           | 4:34,67 |       |

### Finały

#### Finał B
| Miejsce | Tor | Zawodniczka            | Państwo   | Czas    | Uwagi |
| ------- | --- | ---------------------- | --------- | ------- | ----- |
| 1.      | 5   | Sheridan Burge-Lopez   | Australia | 4:10,21 |       |
| 2.      | 4   | Noemi Lung             | Rumunia   | 4:11,88 |       |
| 3.      | 1   | Stela Pura             | Rumunia   | 4:12,14 |       |
| 4.      | 3   | Antoaneta Strumenliewa | Bułgaria  | 4:13,43 |       |
| 5.      | 8   | Patricia Noall         | Kanada    | 4:14,70 |       |
| 6.      | 6   | Manuela Melchiorri     | Włochy    | 4:14,90 |       |
| 7.      | 2   | Chikako Nakamori       | Japonia   | 4:15,59 |       |
| 8.      | 7   | Cécile Prunier         | Francja   | 4:21,03 |       |

#### Finał A
| Miejsce | Tor | Zawodniczka       | Państwo           | Czas    | Uwagi |
| ------- | --- | ----------------- | ----------------- | ------- | ----- |
| 1 !     | 4   | Janet Evans       | Stany Zjednoczone | 4:03,85 | WR    |
| 2 !     | 2   | Heike Friedrich   | NRD               | 4:05,94 | ER    |
| 3 !     | 5   | Anke Möhring      | NRD               | 4:06,62 |       |
| 4.      | 3   | Tami Bruce        | Stany Zjednoczone | 4:08,16 |       |
| 5.      | 6   | Janelle Elford    | Australia         | 4:10,64 |       |
| 6.      | 7   | Isabelle Arnould  | Belgia            | 4:11,73 |       |
| 7.      | 1   | Stephanie Ortwig  | RFN               | 4:13,05 |       |
| 8.      | 8   | Natalja Trefilowa | ZSRR              | 4:13,92 |       |